# Boris Reitschuster

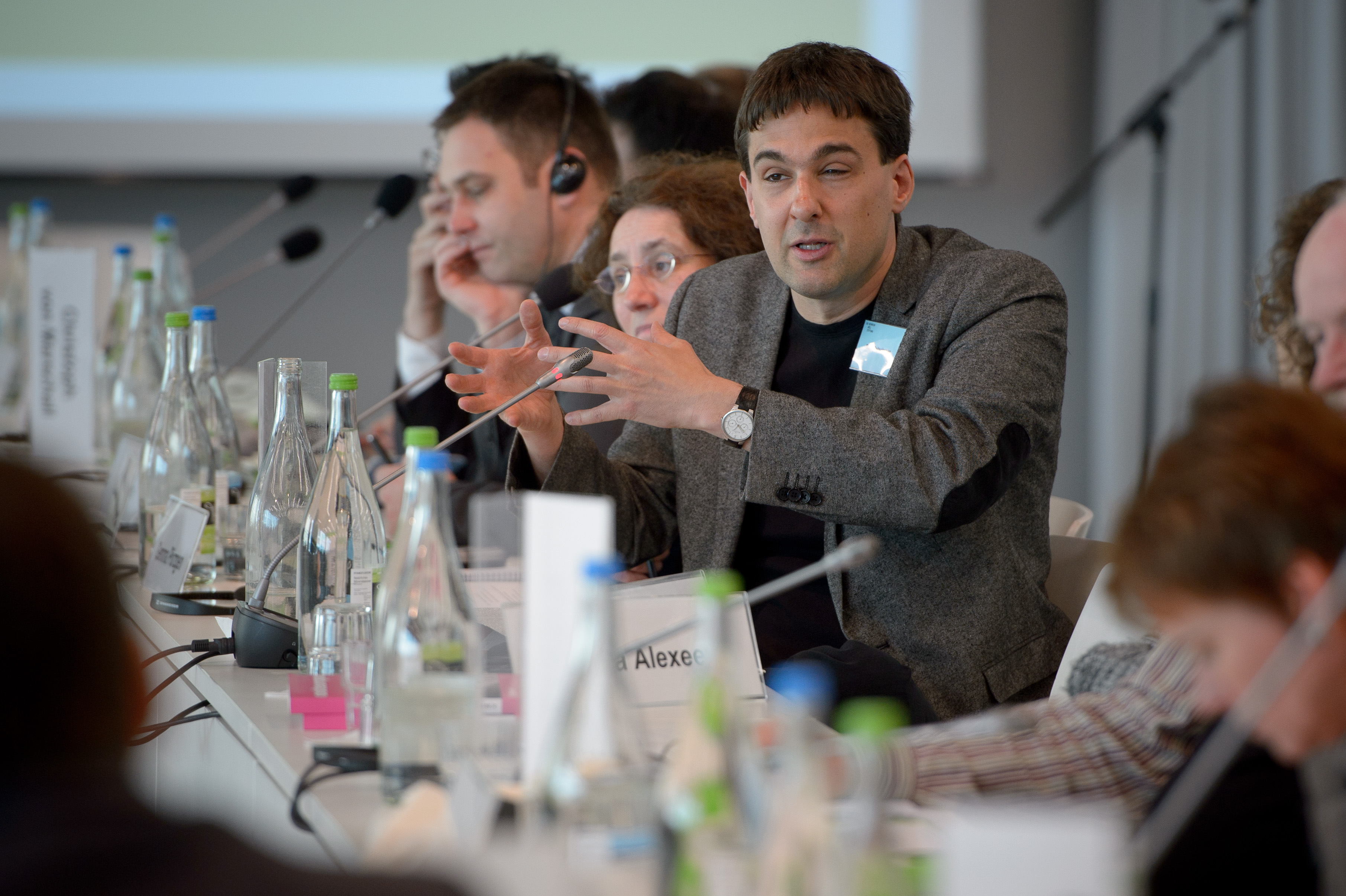
Boris Reitschuster (2015)

Boris Reitschuster (* 12. Mai 1971 in Augsburg) ist ein deutscher Journalist, Blogger und Sachbuchautor. Er gilt als Russland-Experte und war von 1999 bis 2015 Leiter des Moskauer Büros von Focus. Er ist Autor zweier Bestseller über das Herrschaftssystem Wladimir Putins in Russland.
Seit 2015 betreibt er einen YouTube-Kanal und einen Blog, der von mehreren Medien als rechts bzw. rechtskonservativ eingeordnet wird. Sein Blog gehört zu den meistgeteilten „Alternativmedien“, die Falschinformationen zur COVID-19-Pandemie verbreiteten. Reitschuster hat einen Wohnsitz in Herceg Novi in Montenegro.

## Leben
1990 legte Reitschuster das Abitur am Gymnasium bei St. Stephan in Augsburg ab. Danach absolvierte er in Moskau eine Ausbildung zum Dolmetscher und arbeitete anschließend als Deutschlehrer und Übersetzer.
Von 1992 bis 1994 war er Moskau-Korrespondent für das Deutsche Allgemeine Sonntagsblatt, das Darmstädter Echo und die Thüringer Allgemeine. Nach einem Volontariat bei der Augsburger Allgemeinen von 1995 bis 1997 arbeitete er zunächst für die Nachrichtenagenturen dpa und AFP in Augsburg und München. Von November 1999 bis August 2015 war er Leiter des Moskauer Büros des Nachrichtenmagazins Focus. Reitschuster gab mehrfach an, wegen seiner journalistischen Arbeit in Russland Morddrohungen erhalten zu haben. Aus diesem Grund habe er sich gezwungen gesehen, 2012 nach Deutschland zurückzukehren und das Büro von dort aus zu leiten.
Focus beendete 2015 die Zusammenarbeit mit Reitschuster und schloss sein Moskauer Büro. Laut Reitschuster war dies in „unterschiedlichen Auffassungen“ begründet. Focus erklärte, die Trennung habe nichts mit der politischen Situation in Russland zu tun, nahm jedoch zu den Gründen für die Freistellung nicht weiter Stellung.
Seit 2015 arbeitet Reitschuster als freier Journalist für verschiedene Medien, darunter The European, die Frankfurter Allgemeine Zeitung und die Magazine Tichys Einblick und Junge Freiheit. Weiterhin veröffentlichten The Washington Post und The Guardian Kommentare von ihm.

## Preise und Auszeichnungen
- Journalistenpreis des Bundes der Vertriebenen Bayern (1998)
- Journalistenpreis des Vereins Andere Zeiten (2004)
- 2008 wurde er für seinen „hohen persönlichen Einsatz für die Meinungs- und Versammlungsfreiheit und damit für die Wahrung von Bürger- und Menschenrechten“ in Russland mit der Theodor-Heuss-Medaille der Theodor-Heuss-Stiftung geehrt.[15]
- 2021: Goldener Aluhut in der Kategorie „Blogs und Medien“ (Negativpreis)[16][17]
- 2023: Freiheitspreis der Atlas-Initiative[18]

## Rezeption
Der frühere Chef Reitschusters, Focus-Gründer und heutiger bayerischer FDP-Landtagsabgeordneter Helmut Markwort, bezeichnete Reitschuster auf dessen Website im September 2020 als „herausragenden Journalisten“.
Der Rechtsextremismusexperte Stefan Lauer ordnet in Belltower.News Reitschusters journalistische Methodik als populistisch ein. Er passe Fakten seiner vorgefassten Meinung an und benutze dabei ähnliche Techniken wie russische Trollfabriken, auf deren fragwürdige Methoden er früher hingewiesen habe.

## Kritik des politischen Systems Russlands
Reitschuster setzt sich in seinen Büchern und Artikeln kritisch mit dem politischen System Russlands auseinander, insbesondere ist er ein Kritiker des Präsidenten Wladimir Putin (vgl. Russlandberichterstattung in Deutschland).
Reitschusters erste Publikation zu Putin erschien 2004: Wladimir Putin. Wohin steuert er Russland? Der Verlag bewarb sie als erste umfassende Biografie Putins. Barbara Kerneck-Samson summiert für den Deutschlandfunk als wichtigste Aussage des Autors, dass es Putins Verdienst gewesen sei, Russland wieder Stabilität verliehen zu haben. Ebenso gravierend sei jedoch die Gefahr, dass diese sich auf Starre gründe, insofern sie durch „Verzicht auf Meinungsstreit, politische Pluralität und demokratische Prinzipien“ entstanden sei. Zu den vorliegenden Analysen steuert der Autor laut Kerneck-Samson kaum Neues bei, „aber bei ihm finden wir alles Bekannte in noch nie da gewesener Vollständigkeit: den Weg, den Russlands Wirtschaft und Gesellschaft in dem beschriebenen Zeitraum zurückgelegt haben und natürlich die Ursachen für Putins Aufstieg“.
Die Konrad-Adenauer-Stiftung hob 2005 hervor, dass der Autor deutlich mache, „wie sich gerade der Tschetschenien-Konflikt wie ein roter Faden durch die Amtszeit Putins zieht und für ihn mittlerweile sogar zu einer Art Lebenslüge geworden ist“. Die Darstellung der Geiselnahme von Beslan zeige außerdem, „wie stark die russischen Medien inzwischen unter der Kontrolle der Kreml-Führung sind und sich in deren Desinformationspolitik einspannen lassen“.
Putins Demokratur erschien zuerst 2006, die erweiterte Ausgabe 2014. Titel und Leitbegriff ist für Inga Pylypchuk (Die Welt) mit der Übernahme durch Putin selbst zu besonderer Bedeutung gekommen, darauf könne der Autor als „einer der schärfsten Putinkritiker in Deutschland“ stolz sein. Die Zweifler der Kritik an Putin nach der ersten Auflage seien nun, nach der Ukraine-Krise, wohl verstummt. Kaum jemand habe noch Zweifel, „dass Wladimir Putin eine Gefahr für Europa ist“. Vorzeichen des neuen Systems erkenne er schon in der Orangen Revolution 2004, dem Gaskrieg mit der Ukraine 2006 und im Kaukasuskrieg 2008. In der Frage der „energischen Verteidigung“ von Freiheit, Rechtsstaatlichkeit und Demokratie könne sich kaum jemand mit Reitschuster messen, der auch durch seine Blog- und Facebookaktivität „mit beinahe fanatischer Überzeugungskraft“ Kremllügen aufs Korn nehme, auch wenn er dafür als Russland-Hasser abgestempelt und mit Mord bedroht werde.
In Putins verdeckter Krieg von 2016 beschreibt  Reitschuster modernisierte Strategien der Machterhaltung, darunter den Einsatz von Trollen in Internet, besonders in sozialen Medien. Darüber hinaus sieht Reitschuster in Deutschland enge Verbindungen zu systemkritischen Parteien des rechten und linken Spektrums, zu einem Netzwerk von rechten Medien, zu gefälschten Anonymous-Internetseiten und zu alten Stasi-Netzwerken. Eine Lobbygruppe versuche Einfluss zu nehmen, und es gebe wie in der Zeit der DDR eine kleine bewaffnete Einsatzgruppe, 250–300 russische Saboteure, die verdeckt in Deutschland leben und auf ein Signal warten. Politische Milieus seien unterwandert, der Westen sei zu naiv, das zu erkennen und Gegenmaßnahmen zu ergreifen. Eine „Mafia-Riege“, die Tambow-Mafia, habe den russischen Staat „gekapert“, beute ihn aus und verschleiere ihre Machenschaften hinter dem Deckmantel des Patriotismus. „Diese Erkenntnis tut so weh, dass sie viele lieber verdrängen; so wurde in Deutschland etwa kaum über die spanischen Ermittlungsergebnisse berichtet.“
Richard Herzinger (Die Welt) stellt in seiner Rezension fest, Reitschuster trage in seinem Buch umfassend und detailliert die vielfältigen Aspekte der internationalen Machenschaften Putins zusammen. „Für ihn sind der hybride Angriffskrieg gegen die Ukraine, die russische Intervention in Syrien und Operationen wie die im ‚Fall Lisa‘ – als Moskau die fiktive Vergewaltigung einer 13-jährigen durch Flüchtlinge dazu nutzte, Russlanddeutsche gegen die deutsche Polizei und Justiz aufzuwiegeln – verschiedene Facetten derselben Globalstrategie.“ Ein Dilemma der Beweisführung Reitschusters sei jedoch, dass seine Schlussfolgerungen auf Indizien beruhten.

## Online-Plattform(Reitschuster.de)
Die Bayerische Staatszeitung bezeichnete die Website Reitschusters als „eine umstrittene, rechte Online-Plattform“. „Je nach Sichtweise“ gebe sie „Covid-Verharmlosern ein Podium“ oder schaue „der Bundesregierung bei ihrer Corona-Politik lediglich kritisch auf die Finger“. Das Handelsblatt und die Stuttgarter Zeitung bezeichneten Reitschusters Blog als „rechtskonservativ“. Die Publizistin und Juristin Liane Bednarz bezeichnete Reitschuster auf Spiegel Online als Betreiber eines „Blogs mit rechtspopulistischem Drall namens reitschuster.de“. Laut NewsGuard ist Reitschuster.de ein Nachrichtenblog, „der aus einer nicht offengelegten politisch rechtsorientierten Perspektive über deutsche Politik berichtet“. Nach einer Studie der britischen Nichtregierungsorganisation „Hope not Hate“ vom September 2021 war die Seite von Reitschuster neben der des deutschen Ablegers des russischen Staatssenders RT „unter den am häufigsten [auf Facebook] von AfD-Profilen geteilten ‚Alternativmedien‘“.
Nach dem russischen Angriff auf die Ukraine Ende Februar 2022 verurteilte Reitschuster auf seinem Blog die Kriegserklärung Putins und schrieb von „Putins Terror gegen Zivilisten“ und einer „unglaublichen Rede […] voller Aggression, Lügen und Märchen“. Putin wende, so Reitschuster, eine „alte KGB-Taktik“ an, nämlich alle Widersacher als Nazis zu bezeichnen. Bei seinen Anhängern auf den sozialen Medien sorgten diese Aussagen für erhebliche Kritik; im März 2022 verlor Reitschuster fast 20.000 Follower.

### Themenbereich COVID-19-Pandemie
Faktenprüfer von Correctiv, vom BR24-#Faktenfuchs und von der Deutschen Presse-Agentur sowie weitere Journalisten bemängelten auf Reitschusters Website erschienene Artikel zur COVID-19-Pandemie.
In diesen Artikeln wurde fälschlicherweise behauptet,
- die Delta-Variante sei weniger gefährlich als frühere Varianten und die Grippe, aber für Geimpfte tödlicher als für Ungeimpfte (Autor Peter F. Mayer),[34]
- es gebe eine Studie, die auf Indizien für „bedenkliche Langzeitnebenwirkungen“ bei mRNA-Impfstoffen hinweise (Autor Christian Euler; Bewertung: falsche Interpretation, Vorstudie weist auf keine bedenklichen Nebenwirkungen oder Langzeitfolgen hin),[35]
- eine angebliche Studie habe indirekte Impfschäden bei Kindern festgestellt (Autor Christian Euler; Bewertung: Falsch, keine Studie, nur PDF, reine Spekulation, Karlsruher Institut für Technologie distanziert sich von PDF-Autor Hervé Seligmann, der gar nicht an der Universität forscht),[36]
- die WHO stufe den PCR-Test als unzuverlässig ein (Autor Reitschuster, Bewertung Correctiv: „Größtenteils falsch“),[37]
- es gebe angeblich nachträgliche „Provisionen“, wenn Covid-19 als Todesursache eingetragen wurde (von Johanna und Frank Wahlig),[38]
- es habe einen angeblichen Anstieg der Sterblichkeit in Israel aufgrund der Covid-19-Impfung gegeben (Autor Christian Euler; Bewertung Correctiv: „Falsch“),[39]
- der Virologe Christian Drosten wisse nicht, ob Masken helfen,[40] und seine Aussage im Bundestag stehe im Widerspruch zu seinen sonstigen Äußerungen in der Presse. Der Widerspruch ist laut Correctiv jedoch keiner, da Drosten vor dem Bundestag das Masketragen nicht grundsätzlich infrage gestellt habe.[41]

Laut einer CeMAS-Studie anlässlich der Bundestagswahl 2021 zur Rolle von Verschwörungsideologien in der Demokratie gehörte reitschuster.de zu den zehn meistgeteilten „Alternativmedien“, die Desinformationen über Covid-19 verbreiteten, und wurde im Laufe der Pandemie zu einer wichtigen Quelle für das verschwörungsideologische Milieu. Auch nach einer Analyse von NewsGuard gehörte der Blog 2021 zu den zehn meistbeachteten Desinformations-Webseiten mit Falschinformationen über Covid-19. Der Journalist Hans Demmel schrieb 2021, dass wie „bei allen vergleichbaren Publikationen […] der Blickwinkel auch bei Reitschuster verengt“ sei: „Was nicht in das Bild des übergriffigen, Panik erzeugenden Staates passt, wird einfach ausgeblendet.“

### Soziale Medien
Der YouTube-Kanal von Boris Reitschuster hatte im Juni 2021 über 280.000 Abonnenten, auf Twitter folgten ihm 86.000 Benutzer. Auf Telegram erreichte er zu dieser Zeit über 175.000 Abonnenten. Auf Gettr hatte er im Januar 2022 rund 59.000 Gettr-Follower.

## Bundespressekonferenz
Im Februar 2021 wurde in einem Artikel der Süddeutschen Zeitung unter anderem gegenüber Boris Reitschuster der Vorwurf erhoben, die Bundespressekonferenz (BPK) für eigene Zwecke wie „Desinformation und Propaganda“ zu missbrauchen. Mehrere BPK-Mitglieder sähen das Ansehen der BPK gefährdet, was ein Kriterium zum Ausschluss aus der BPK sei.
Einige Journalisten stimmten den Ausführungen der Süddeutschen Zeitung zu, andere sahen Reitschusters teils hartnäckige und wiederholte Fragen in der BPK durch die originäre Aufgabe der Presse zur kritischen und umfassenden Berichterstattung gedeckt (Pressekodex). So schrieb Wolfgang Koydl in der Schweizer Wochenzeitung Die Weltwoche, Reitschuster sei zur „Einmann-Opposition gegen die deutsche Regierung und die meist unkritischen Corona-Medien“ avanciert. Einige kritisierten teils dennoch eine „Selbstinszenierung“ Reitschusters. Sonia Mikisch, ehemalige Chefredakteurin des WDR-Fernsehens, gab zu bedenken: „Wenn ein einzelner Provo die Runde tatsächlich so stören und unterminieren kann, liegt das Problem in der Abwesenheit anderer Stimmen. Das hätte viel mehr im Fokus stehen müssen.“ Der BPK-Vorsitzende Mathis Feldhoff teilte Ende Februar 2021 mit, der Vorstand werde mit Boris Reitschuster Gespräche führen; einen Antrag auf einen Ausschluss Reitschusters gebe es nicht. Feldhoff forderte Respekt und das Aushalten von Konflikten unter Journalisten, da die BPK „die Herzkammer der Meinungsfreiheit“ sei.
Am 21. Dezember 2021 beschloss der Mitgliederausschuss der Bundespressekonferenz, dass Reitschusters Mitgliedschaft beendet sei. Als Begründung wurde angeführt, dass er „keine Tätigkeit aus Berlin oder Bonn für eine Firma, die in Deutschland ansässig ist“ ausübe, und damit, laut Auffassung des BPK-Vorstandes, die satzungsgemäßen Voraussetzungen für eine Mitgliedschaft nicht mehr erfüllt seien. Laut Schreiben des Vorsitzenden des Mitgliederausschusses an Reitschuster sei er „mehrfach zu diesem Sachverhalt angehört worden. Ein aktuelles Impressum der Webpage www.reitschuster.de weist eine Firma und Tätigkeit in Montenegro aus.“ Laut Aussage des Vorsitzenden der BPK habe man ihn mehrfach aufgefordert, darzulegen, was es mit dieser Angabe auf sich habe, Reitschuster habe jedoch „in seinen Erklärungen nicht glaubhaft aufklären können, wie es sich mit der Impressumsangabe verhält“. Der Satzung zufolge müssen Mitglieder einer hauptberuflichen Korrespondententätigkeit nachgehen und ständig oder weit überwiegend aus Berlin oder Bonn berichten. Er dürfe „als Gast weiterhin an Pressekonferenzen beispielsweise mit Bundesministern teilnehmen“, habe „aber kein Fragerecht mehr.“ Reitschusters Anwalt legte gegen den Ausschluss Widerspruch ein; der Vorstand der BPK lehnte diesen am 10. März 2022 einstimmig ab.

## Bücher
- Briefe aus einem untergehenden Imperium. Dietz, Berlin 1994, ISBN 3-320-01842-6.
- Wladimir Putin. Wohin steuert er Russland? Rowohlt Berlin, Berlin 2004, ISBN 3-87134-487-7.
- Putins Demokratur. Wie der Kreml den Westen das Fürchten lehrt. 3., aktualisierte und erweiterte Auflage. Econ, Berlin 2014, ISBN 978-3-430-20183-4.
  - Neuauflage: Putins Demokratur: Was sie für den Westen so gefährlich macht. Ullstein, Berlin 2018, ISBN 978-3-548-37793-3.
- Der neue Herr im Kreml? Dimitrij Medwedew. Econ, Berlin 2008, ISBN 978-3-430-20049-3.
- Russki Extrem. Wie ich lernte, Moskau zu lieben. Ullstein, Berlin 2009, ISBN 978-3-550-08766-0; ebenda 2010, ISBN 978-3-548-37338-6 (Taschenbuch).
- Putins verdeckter Krieg. Wie Moskau den Westen destabilisiert. Econ Verlag, Berlin 2016, ISBN 978-3-430-20207-7.
- Russki Extrem im Quadrat: Was von meiner Liebe zu Russland geblieben ist. rethink Verlag, Friedberg 2016, ISBN 978-3-9815024-4-2.

Als Übersetzer
- Michail Gorbatschow: Das neue Russland: der Umbruch und das System Putin (Originaltitel: Posle Kremlja). Quadriga, Köln 2015, ISBN 978-3-86995-082-2.
- Schanna Nemzowa: Russland wachrütteln – Mein Vater Boris Nemzow und sein politisches Erbe. Ullstein, Berlin 2016, ISBN 978-3-550-08129-3.